# Domaine DHHC
En biologie moléculaire, un domaine DHHC est un domaine protéique qui permet la palmitoylation et qui fait partie des enzymes nommées Palmitoyl Acyl-transférases (PATs).
Ce domaine protéique a été découvert en 1999 et nommé d'après une séquence conservée découverte dans sa séquence protéique. En effet, les DHHC sont caractérisés par la conservation d'un domaine de 4 acides aminés, Asp-His-His-Cys. Chez l'Homme, on a identifié à ce jour une famille de 23 gènes de protéine DHHC-PATs ce qui montre la grande diversité des actions possibles par ces enzymes et donc de fait la grande diversité des substrats pouvant être modifiés par celles-ci. En 2014, la découverte qu’un certains nombres de pathologies dont des cancers assez sévères étaient associées à une dérégulation des protéines de S-palmitoylation a ouvert la voie à tout un nouveau champ de recherche.
Les enzymes DHHC exercent leur activité avec un mécanisme en 2 temps. Premièrement, elles vont réaliser une auto-acylation dans une forme intermédiaire transitoire. Enfin, dans un second temps, elles vont transférer leur groupement palmitique à la protéine qui doit être modifiée. Les protéines sont aussi capables de faire la différence entre les acides gras à acyler. Ainsi, l’acide palmitique est très majoritairement acylé par rapport aux autres acides gras. La protéine possède donc une sélectivité particulière pour cet acide gras en particulier.
Ces enzymes ont un énorme potentiel pour devenir dans le futur de très importants candidats pharmacologiques mais pour cela, il faudra alors développer des inhibiteurs efficaces et spécifiques à ces enzymes. De plus, il faudra que ces inhibiteurs soient spécifiques à des isoformes donnés et non aux DHHC en général. Pour cela, une connaissance bien plus fine des conformations moléculaire s’impose. Cibler les C-ter / N-ter spécifiques à chaque isoforme semble aussi être une voie possible de développement d’inhibiteurs.